# Per Knudsen (calciatore 1925)
Per Knudsen (Aarhus, 2 giugno 1925 – Viby, 8 febbraio 1999) è stato un calciatore danese, di ruolo difensore.

## Carriera

### Club
Ha sempre giocato nel campionato danese.

### Nazionale
Giocò per la Nazionale danese, scendendo in campo 2 volte e vincendo la medaglia di bronzo ai Giochi della XIV Olimpiade del 1948.

## Palmarès

### Club

#### Competizioni nazionali
- 1. Division: 1

Aarhus: 1952-1953

### Nazionale
- Bronzo olimpico: 1

Londra 1948